# Église Santa Maria Antica (Vérone)
Église Santa Maria Antica est une église catholique romaine de Vérone de style roman dont l'origine date de 1185 et reconstruite après le tremblement de terre de 1117 qui a détruit l'édifice d'origine qui remontait à la fin de la période de domination lombarde au VIIe siècle dont le seul vestige survivant est un fragment de sol en mosaïque noire et blanche.

## Histoire
Le bâtiment actuel a été consacré par le patriarche d'Aquilée et servait de chapelle privée à la famille Scaligeri, régnante à Vérone, située à côté de leur cimetière familial des tombeaux Scaligeri du XIIIe siècle. L'église possède un petit clocher en tuf avec trois cloches baroques de style roman, avec des fenêtres à meneaux et une flèche couverte de briques. Vers 1630, l'intérieur à trois nefs fut modifié en style baroque. Une restauration de la fin du XIXe siècle rétablit l'intérieur roman d'origine, divisé par des colonnes avec des arcs à sesto rialzato et avec un toit à incavallature soutenu par des arcs transversaux, comme à la basilique de San Zeno. Les deux absides latérales sont en tuf et terre cuite, et l' abside centrale est décorée avec deux fresques du début du XIVe siècle.
L'extérieur avec de petites fenêtres, présente des bandes alternées de tuf et de terre cuite. La porte latérale est dominée par l'arc de Cangrande I della Scala le plus monumental des arcs familiaux. Des fouilles ont permis de découvrir un cimetière près de l'église, contenant une cinquantaine de sépultures du XIe siècle, certaines alignées nord-sud, d'autres est-ouest.
Le clocher contient deux cloches fondues au XVIIe siècle.

## Tombeaux
- Albert Ier de la Scala
- Cangrande I della Scala
- Mastino II de la Scala
- Chanteur de la Scala
- Albert II de la Scala

## Galerie

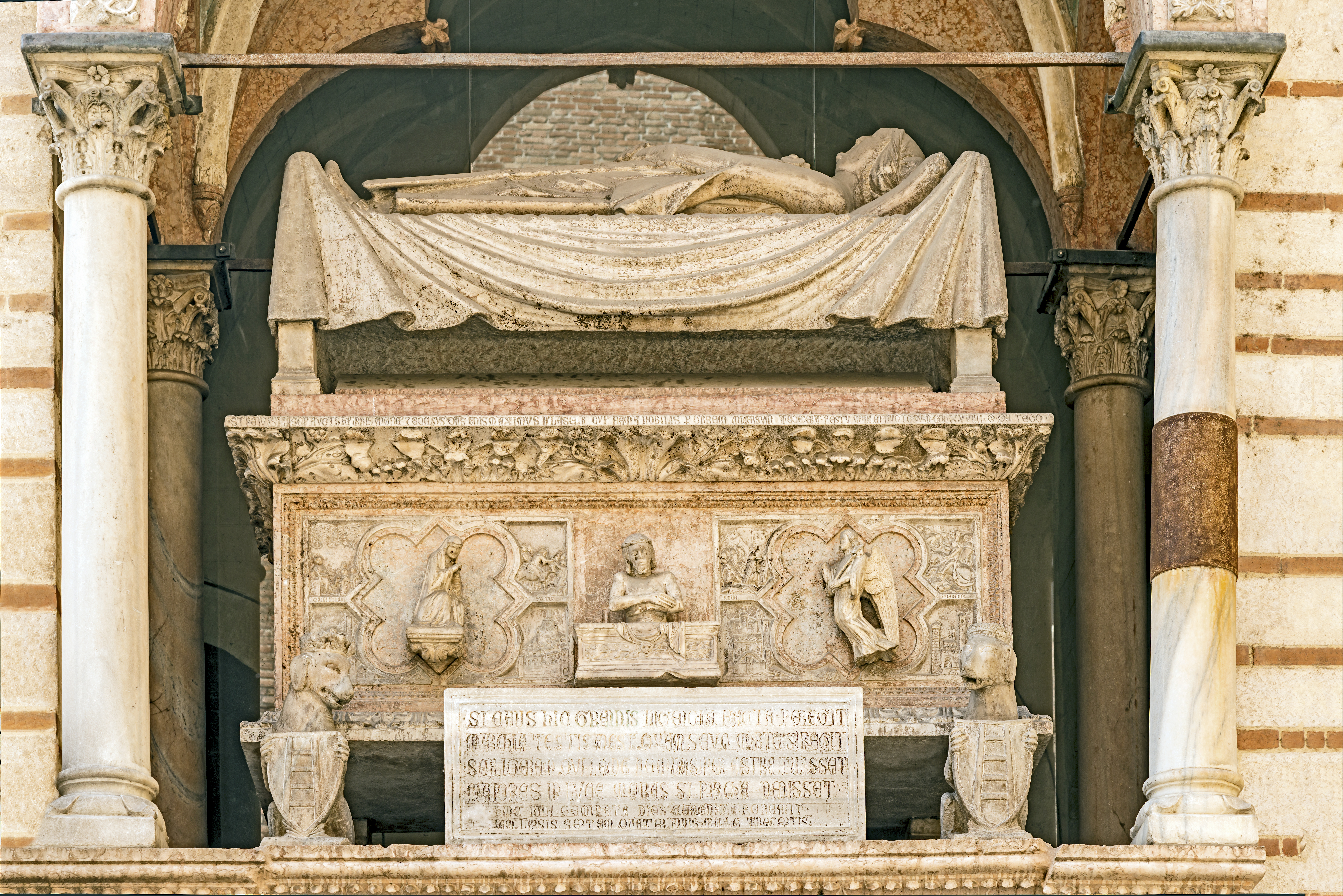
Tombeau de Cangrande au dessus du porche d'entrée.
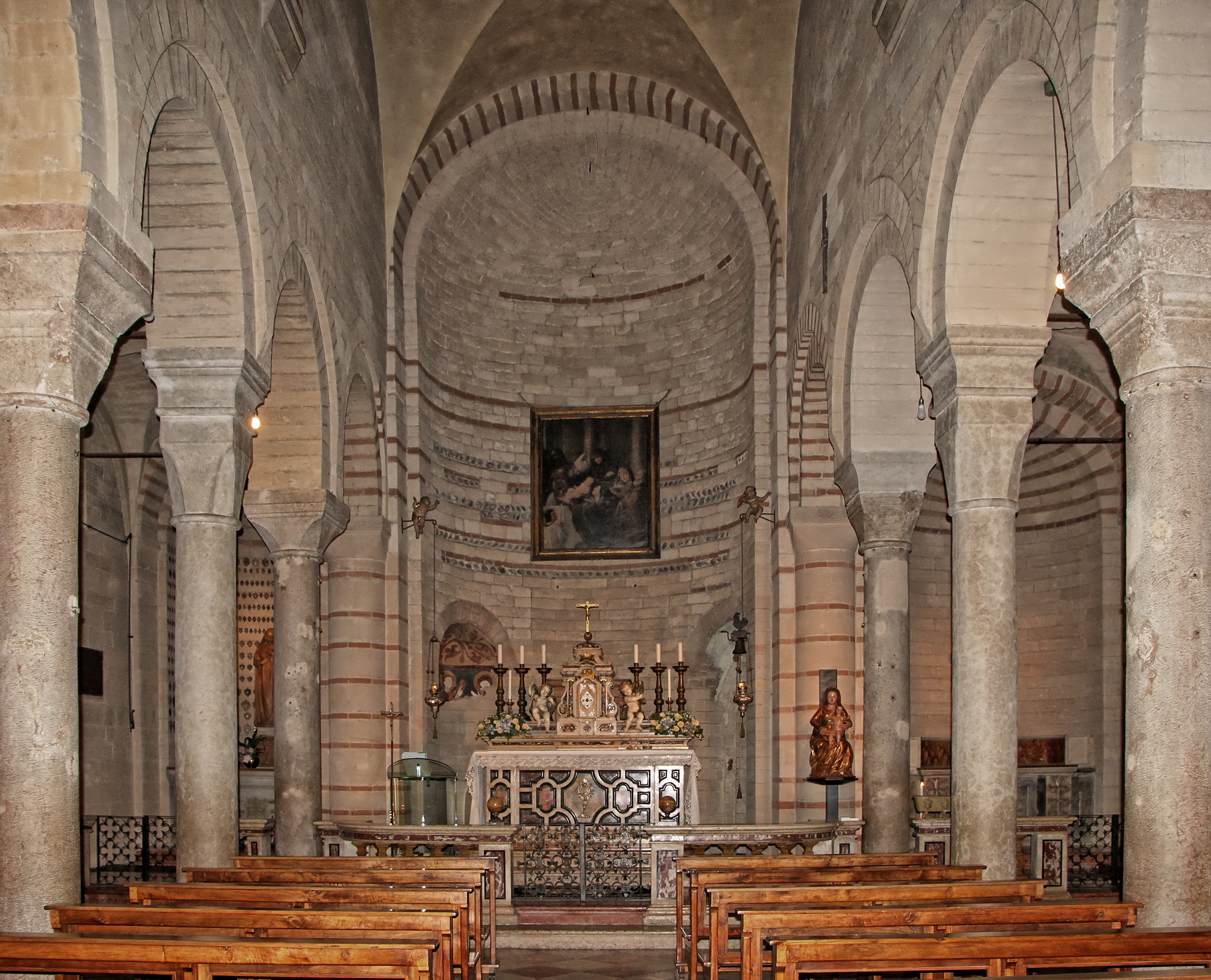
Vue de l'intérieur
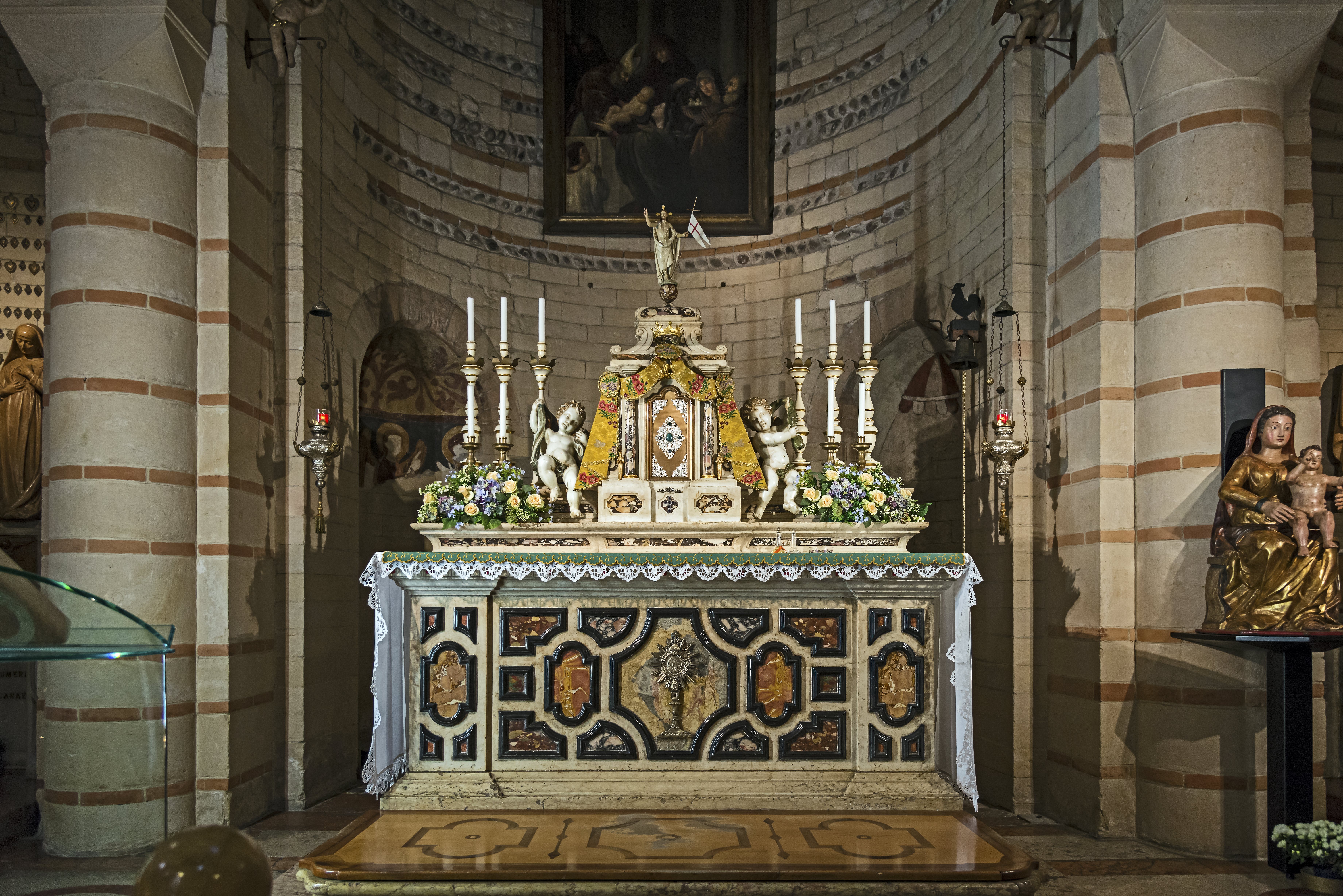
Le maître-autel